# Arathorn I.
Arathorn I. (T.A. 2784 – 2848, zemřel ve věku 152 let) byl dvanáctým náčelníkem Dúnadanů.

## Historie
V dnech vlády jeho otce, Arassuila, se Skřeti z Mlžných hor opět objevili na Dúnadanském území. Arathorn se vlády po smrti Arassuila v roce 2784. Arathorn byl násilně zabit v roce 2848. Jeho nástupcem byl jeho syn Argonui.

## Etymologie
Původ jména Arathorn je neznámý. Jeho jmenovcem je Arathorn II.